# Leora Dana
Leora Dana (New York, 1º aprile 1923 – New York, 13 dicembre 1983) è stata un'attrice statunitense.

## Biografia
Nel 1973 vinse il Tony Award for Best Featured Actress in a Play, per la sua interpretazione nella commedia The Last of Mrs. Lincoln, nella quale vengono descritti i diciassette anni trascorsi da Mary Todd Lincoln, vedova del presidente Lincoln, dopo l'assassinio del marito.
Debuttò sul piccolo schermo nella serie Masterpiece Playhouse, nell'episodio Uncle Vania, quindi partecipò a numerose serie televisive quali, fra le altre, The Philco Television Playhouse, Goodyear Television Playhouse e Alfred Hitchcock presenta.
Esordì nel cinema nel 1954, partecipando poi a numerosi film, alcuni divenuti famosi come Quel treno per Yuma (1957) e Tora! Tora! Tora! (1970).

## Vita privata
Nel 1950 sposò l'attore Kurt Kasznar, di dieci anni più anziano di lei, dal quale divorziò nel 1958.
Morì all'età di 60 anni per un tumore.

## Filmografia parziale

### Cinema
- La valle dei re (The Valley of Kings), regia di Robert Pirosh (1954) (non accreditata)
- Quel treno per Yuma (The 3:10 Train to Yuma), regia di Delmer Daves (1957)
- Cenere sotto il sole (Kings Go Forth), regia di Delmer Daves (1958)
- Qualcuno verrà (Some Come Running), regia di Vincente Minnelli (1958)
- Il segreto di Pollyanna (Pollyanna), regia di David Swift (1960)
- La veglia delle aquile (A Gathering of Eagles), regia di Delbert Mann (1963)
- Il gruppo (The Group), regia di Sidney Lumet (1966)
- Lo strangolatore di Boston (The Boston Strangler), regia di Richard Fleischer (1968)
- Change of Habit, regia di William A. Graham (1969)
- Tora! Tora! Tora!, regia di Richard Fleischer e Kinji Fukasaku (1970)
- Uomini selvaggi (Wild Rovers), regia di Blake Edwards (1971)
- Spara alla luna (Shoot the Moon), regia di Alan Parker (1982)
- Promesse, promesse (Baby It's You), regia di John Sayles (1983)
- Amityville 3D, regia di Richard Fleischer (1983)
- Nothing Lasts Forever, regia di Tom Schiller (1984)

### Televisione
- The Philco Television Playhouse – serie TV, 4 episodi (1950-1952)
- Goodyear Television Playhouse – serie TV, 2 episodi (1952-1954)
- Robert Montgomery Presents – serie TV, 2 episodi (1953-1955)
- Kraft Television Theatre – serie TV, 14 episodi (1953-1958)
- Armstrong Circle Theater – serie TV, 5 episodi (1953-1956)
- Telephone Time – serie TV, episodio 2x03 (1956)
- Alfred Hitchcock presenta (Alfred Hitchcock Presents) – serie TV, episodi 1x35-2x14-4x31 (1956-1959)
- The United States Steel Hour – serie TV, 4 episodi (1956-1962)
- Climax! – serie TV, episodio 4x04 (1957)
- Bus Stop – serie TV, episodio 1x21 (1962)
- Ben Casey – serie TV, episodio 2x08 (1962)
- Slattery's People – serie TV, episodio 1x01 (1964)
- The Lieutenant – serie TV, episodio 1x26 (1964)
- The Nurses – serie TV, episodio 3x21 (1965)
- The Adams Chronicles – miniserie TV, 3 episodi (1976)

## Riconoscimenti
- Tony Award
  - 1973 – Miglior attrice non protagonista in un'opera teatrale per The Last of Mrs. Lincoln

## Doppiatrici italiane
- Lydia Simoneschi in Quel treno per Yuma; La veglia delle aquile
- Anna Miserocchi in Il segreto di Pollyanna; Tora! Tora! Tora!
- Rosetta Calavetta in Cenere sotto il sole
- Clelia Bernacchi in Qualcuno verrà
- Franca Dominici in Lo strangolatore di Boston